# Distrikt Calango
Der Distrikt Calango liegt in der Provinz Cañete der Region Lima im zentralen Westen Perus. Der Distrikt wurde am 4. November 1887 gegründet. Er hat eine Fläche von 530,89 km². Beim Zensus 2017 lebten 2269 Einwohner im Distrikt. Im Jahr 1993 betrug die Einwohnerzahl 2070, im Jahr 2007 2224. Verwaltungssitz ist die am Río Mala auf einer Höhe von 305 m gelegene Ortschaft Calango mit 736 Einwohnern (Stand 2017).

## Geographische Lage
Der Distrikt Calango befindet sich in der peruanischen Westkordillere im Nordosten der Provinz Cañete. Der Fluss Río Mala durchquert den Distrikt auf einer Länge von etwa 44 km in überwiegend südwestlicher Richtung.
Der Distrikt Calango grenzt im Westen an den Distrikt Santa Cruz de Flores, im Nordwesten an die Distrikte Chilca und Santo Domingo de los Olleros (Provinz Huarochirí), im Nordosten an den Distrikt Mariatana (ebenfalls in der Provinz Huarochirí), im Osten an die Distrikte Quinocay und Omas (beide in der Provinz Yauyos), im Süden an den Distrikt Coayllo sowie im Südwesten an den Distrikt Mala.